# Legia Warszawa

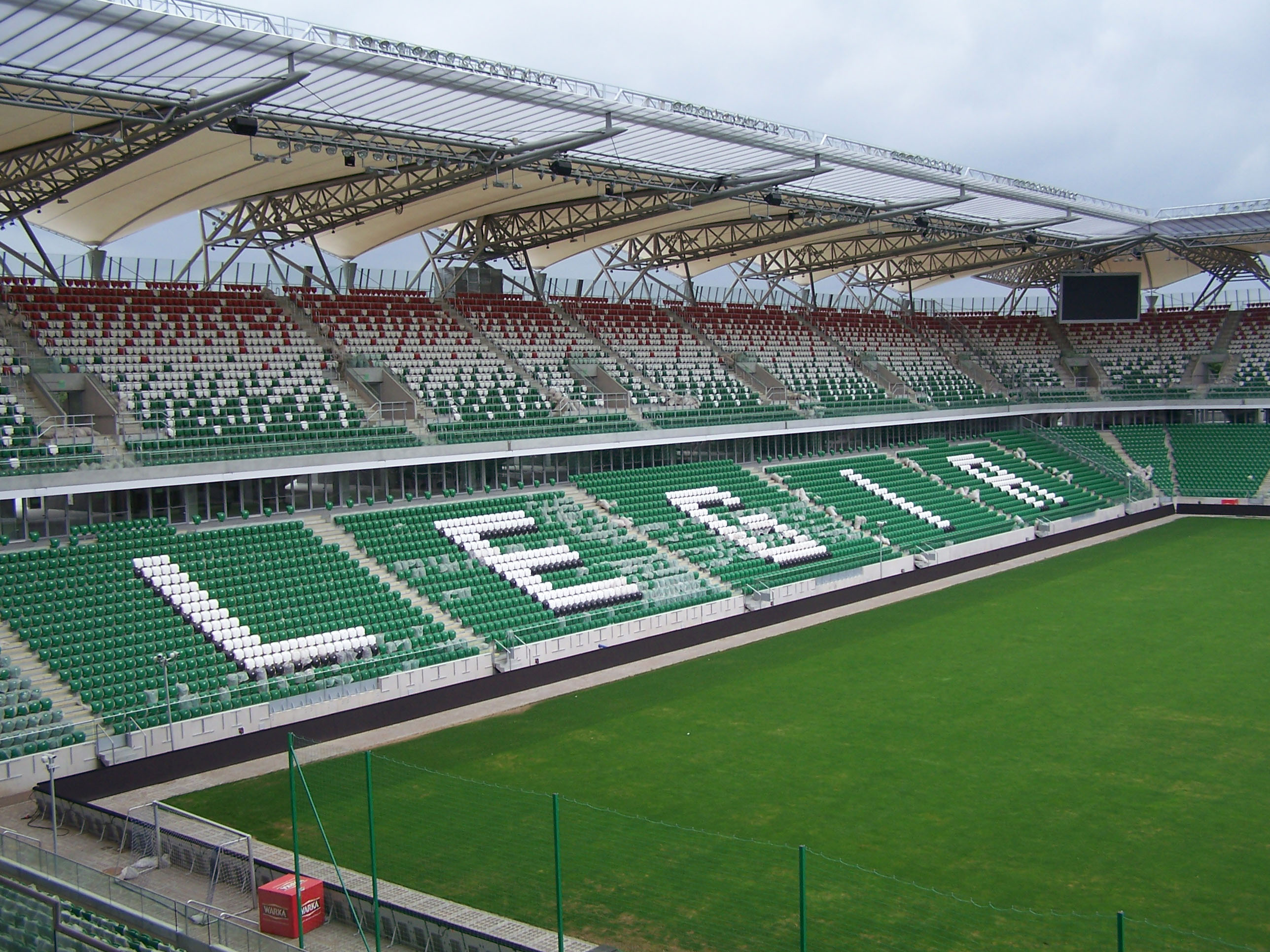
Stadion Wojska Polskiego

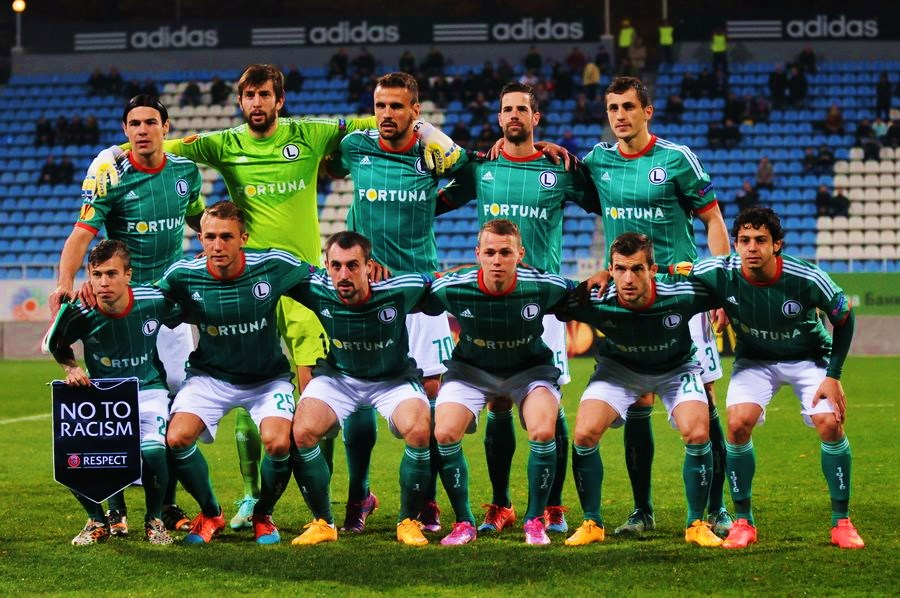
Legia Warszawa 2014/15

Legia Warszawa SA je jeden z významných polských fotbalových klubů sídlícím v hlavním městě Varšavě. Domácím stadionem tohoto fotbalového klubu je Stadion Wojska Polskiego. 

## Historie
Klub byl založen v březnu 1916 pod Luckém (dnešní Ukrajina). Původně klub polských legionářů na východě. Klub potom patřil armádě - Centralny Wojskowy Klub Sportowy Legia Warszawa (CWKS Legia Warszawa). Koncem 60. let 20. století klub vedl český trenér Jaroslav Vejvoda. V 90. letech (1996) klub koupili Korejci z Daewoo. Od 9. dubna 2004 klub vlastnil ITI, největší polský multimediální koncern. V lednu 2014 Legii od ITI koupila dvojice podnikatelů Dariusz Mioduski a Bogusław Leśnodorski. Leśnodorski působil v Legii jako prezident.
Známí hráči
- v minulosti - Bernard Blaut, Artur Boruc, Lucjan Brychczy, Takesure Chinyama, Dickson Choto, Kazimierz Deyna, Robert Gadocha, Kasper Hämäläinen, Henryk Kempny, Michał Kucharczyk, Robert Lewandowski, Marian Łańko, Henryk Martyna, Józef Nawrot, Leszek Pisz, Ernest Pol, Miroslav Radović, Jacek Zieliński, Aleksandar Vuković, Edson Luiz da Silva, Roger Guerreiro, Ján Mucha

## Úspěchy

### Domácí
- 15× vítěz Ekstraklasy (1955, 1956, 1969, 1970, 1994, 1995, 2002, 2006[3], 2013[3], 2014, 2016[4], 2017, 2018, 2020, 2021)
- 20× vítěz polského fotbalového poháru (1955, 1956, 1964, 1966, 1973, 1980, 1981, 1989, 1990, 1995, 1995, 1997, 2008, 2011, 2012, 2013, 2015, 2016, 2018, 2023, 2025)[5]
- 1× vítěz polského ligového poháru (2002)[6]
- 6× vítěz polského Superpoháru (1989, 1994, 1997, 2008, 2023, 2025)[7]

### Mezinárodní
- 1× semifinále PMEZ (1969/70)
- 1× semifinále PVP (1990/91)

## Klubové chorály
K oblíbeným chorálům tohoto klubu patří např. píseň 'Sen o Warszawie'.